# Bestockung (Forstwirtschaft)
Mit Bestockung, auch Waldbestockung, wird in der Forstwirtschaft der Baumbestand einer Fläche bezeichnet.
Der Bestockungsaufbau behandelt die Struktur und Stufigkeit eines Bestandes. Dieses bezieht sich auf die horizontale Mischung, welche sich überwiegend aus der Mischungsart ergibt, als auch auf den vertikalen Aufbau, der durch Altersunterschiede oder die unterschiedliche Wuchsgeschwindigkeiten verschiedener Baumarten verursacht wird. Das Bestockungsziel (BZ) gibt die Erwartungen an den Bestockungsaufbau des Altbestandes wieder. Es wird durch entsprechende Pflegemaßnahmen, in der Regel Durchforstungen, erreicht. Der Begriff Bestockungsdichte ist ein Synonym zum Begriff Bestandesdichte (Kronenschlussgrad).
Das Verb bestocken wird als Synonym für aufforsten verwendet.
Die Bestockung, also die Menge der Bäume verändert sich auf jeder Fläche im Verlauf der Zeit allmählich. In einem nicht bewirtschafteten Wald kann die Bestockung auf Dauer in einem Gleichgewicht bleiben, das sich jedoch abrupt durch katastrophale Ereignisse wie Waldbrände oder langsam und über lange Zeiträume, zum Beispiel bei zunehmender Dürre in einem Landstrich, verändern kann.
Auf neu bestockten Parzellen der Wirtschaftswälder verringert sich die anfänglich hohe Zahl der Setzlinge im Verlauf der Zeit bis zur Erntereife durch Eingriffe der Forstwirtschaft und durch natürliche Selektion.